# Trương Tấn Sang
Dans ce nom vietnamien, le nom de famille, Trương, précède le nom personnel.
Trương Tấn Sang (né le 21 janvier 1949 à Duc Hoa dans la province de Long An), est un homme politique vietnamien, président de l'État du 25 juillet 2011 au 2 avril 2016.

## Biographie
La présidence de l'État est un poste avant tout protocolaire, le Premier ministre s’occupant du gouvernement quotidien tandis que le Secrétaire général du Parti communiste est le personnage le plus puissant.
Le 25 juillet 2011, Trương Tấn Sang, membre du Politburo, chargé de la permanence du secrétariat du Comité central (CC) du Parti communiste vietnamien (PCV), est élu président de l'État par l’Assemblée nationale avec 487 voix, soit 97,4 % des suffrages, lors de la première session de l'Assemblée nationale de la 13e législature.
Il s'agit là, a-t-il déclaré, « d'un grand honneur et d'une responsabilité noble mais également lourde que le Parti, l'État et le peuple m'ont confiée ».
Du 9 au 11 février 2012,[réf. souhaitée] Trương Tấn Sang et son épouse sont reçus à Vientiane en visite officielle par Choummaly Sayasone, président de la république démocratique populaire du Laos. Sa visite consolide les bonnes relations économiques entre les deux pays.
Il démissionne de ses fonctions fin mars 2016.